# Stefan Wackström
Stefan Wackström (* Anfang der 1960er-Jahre in Porvoo) ist ein ehemaliger finnischer Radrennfahrer und nationaler Meister im Radsport.

## Sportliche Laufbahn
1980 gewann er seinen ersten nationalen Titel in der Männerklasse, als er mit seiner Vereinsmannschaft bei der finnischen Meisterschaft in der Mannschaftsverfolgung siegte (gemeinsam mit seinen Brüdern Patrick und Sixten Wackström). Diesen Titel gewann er auch 1982 und 1983.
Bei der Internationalen Friedensfahrt war er 1988 am Start, schied jedoch während der Rundfahrt aus. Er startete für den Verein Porvoon Akilles.

## Familiäres
Er ist der jüngste Sohn von Ole Wackström, der einer der erfolgreichsten finnischen Radrennfahrer war. Auch seine Brüder Patrick und Stefan waren Radrennfahrer.